# Nekrolog 1597
Nekrolog
◄◄
| ◄
| 1593
| 1594
| 1595
| 1596
| 1597 | 1598 | 1599 | 1600 | 1601 | ► | ►►
Weitere Ereignisse | Allgemeiner Nekrolog 1597
Die Beschreibung der verstorbenen Person sollte so kurz wie möglich gehalten sein und nur deren signifikante Tätigkeit(en) enthalten.
Neue Namen ggf. auch unter dem Geburts- und Sterbedatum, also etwa unter 1. Januar und im Geburts- und Sterbejahr (2024) eintragen (nur bei entsprechender großer Wichtigkeit). Für Beispiele siehe die schon vorhandenen Artikel.
Außerdem über die fünf zuletzt Verstorbenen, zu denen es einen ausreichend guten Artikel für eine Präsentation auf der Hauptseite gibt, nach der todesbedingten Überarbeitung der Artikel ggf. auch unter Wikipedia Diskussion:Hauptseite informieren und sie am besten auch in den anderen Wikipedia-Sprachversionen eintragen. Tipp: Regelmäßig bei news.google.de nach „ist tot“, „gestorben“ oder „verstorben“ suchen.
Wenn eine Person gestorben ist, gibt es viele Seiten zu dieser Person in der Wikipedia, die davon auch betroffen sind und entsprechend aktualisiert werden müssen. Beispiele: Namenübersichtsseite, Geburtsjahr, Geburtsort-Seiten und viele mehr.
Wie finde ich die betroffenen Seiten?
Im Suchfeld auf der linken Seite gibt man den Suchbegriff so ein: „Vorname Nachname“. Dann klickt man auf Volltext und alle Seiten mit entsprechendem Suchtext werden aufgerufen. Hier sieht man dann schnell, wo auch das Todesjahr Sinn macht oder sogar ein Teil des Artikels angepasst werden muss. Auch hilft das „Werkzeug“ auf der linken Seite sehr gut, um solche Seiten aufzufinden: „Links auf diese Seite“. Somit ist die Wikipedia wieder aktuell in allen Bereichen! Hinweis: bei Eintragung der Kategorie „Gestorben JAHR“ wird der Missbrauchsfilter 49 ausgelöst, was jedoch nicht schlimm ist. Siehe: Spezial:Missbrauchsfilter/49
Dies ist eine Liste von im Jahr 1597 verstorbenen bekannten Persönlichkeiten. Die Einträge erfolgen innerhalb der einzelnen Daten alphabetisch sortiert. Tiere sind im Nekrolog für Tiere zu finden.

## Januar
| Tag        | Name                     | Beruf, bekannt als                                                | Alter | Beleg |
| ---------- | ------------------------ | ----------------------------------------------------------------- | ----- | ----- |
| 10. Januar | Anna Landmann            | deutsche Frau, in Hornburg als „Hexe“ verurteilt und hingerichtet |       |       |
| 13. Januar | Johann VI. von Cochem    | deutscher Benediktiner                                            |       |       |
| 29. Januar | Elias Nikolaus Ammerbach | deutscher Organist                                                |       |       |
| 29. Januar | Pratap Singh             | indischer Herrscher                                               | 56    |       |

## Februar
| Tag         | Name                        | Beruf, bekannt als                                                        | Alter | Beleg |
| ----------- | --------------------------- | ------------------------------------------------------------------------- | ----- | ----- |
| 2. Februar  | Lucas van Valckenborch      | flämischer Maler                                                          |       |       |
| 4. Februar  | Joachim von Beust           | deutscher Jurist                                                          | 74    |       |
| 5. Februar  | Gonsalo Garcia              | indischer Franziskaner-Minorit, Heiliger, Missionar und Märtyrer in Japan |       |       |
| 5. Februar  | Paul Miki                   | japanischer katholischer Missionar und Märtyrer                           |       |       |
| 7. Februar  | Francesco Patrizi da Cherso | venezianischer Philosoph                                                  | 67    |       |
| 18. Februar | Hermann Klever              | Kaufmann und Ratsherr der Hansestadt Lübeck                               | 60    |       |

## März
| Tag      | Name                             | Beruf, bekannt als                                                           | Alter | Beleg |
| -------- | -------------------------------- | ---------------------------------------------------------------------------- | ----- | ----- |
| 5. März  | Johann Schulte                   | deutscher Jurist und Hamburger Ratsherr                                      |       |       |
| 12. März | Franz III.                       | Graf von Waldeck zu Landau                                                   | 43    |       |
| 22. März | Antonio da Ponte                 | venezianischer Baumeister                                                    |       |       |
| 23. März | Hermann von Weinsberg            | Kölner Ratsherr und Schriftsteller                                           | 79    |       |
| 24. März | Giovanni Bernardino Bonifacio    | italienischer Humanist, Büchersammler und Bibliotheksgründer in Danzig       | 79    |       |
| 24. März | Martin Kinner von Scherffenstein | deutscher Kirchenlieddichter                                                 |       |       |
| 27. März | Stanislaus Bornbach              | Chronist                                                                     | 67    |       |
| März     | Park Jin                         | koreanischer Militärführer, Admiral, Politiker, neokonfuzianischer Philosoph | 36    |       |

## April
| Tag       | Name                          | Beruf, bekannt als                                                       | Alter | Beleg |
| --------- | ----------------------------- | ------------------------------------------------------------------------ | ----- | ----- |
| 2. April  | Georg Honauer                 | deutscher Goldschmied und Alchemist                                      |       |       |
| 2. April  | Erich Hoyer                   | Bremer Ratsherr und Bürgermeister                                        |       |       |
| 2. April  | Blas Valera                   | peruanischer Jesuit, Schriftsteller und Chronist                         |       |       |
| 13. April | Martin                        | Abt des Klosters Michaelstein bei Blankenburg                            | 26    |       |
| 16. April | Caspar Cruciger der Jüngere   | deutscher Theologe                                                       | 72    |       |
| 17. April | Wilhelm Friedrich Lutz        | deutscher evangelischer Theologe und früher Kritiker der Hexenverfolgung | 46    |       |
| 21. April | Seweryn Nalywajko             | ukrainischer Kosakenanführer                                             |       |       |
| 24. April | Eberhard Bidembach der Ältere | deutscher lutherischer Theologe und Geistlicher                          | 68    |       |
| 25. April | Christoph von Schallenberg    | österreichischer Beamter und Dichter                                     | 35    |       |

## Mai
| Tag     | Name            | Beruf, bekannt als                        | Alter | Beleg |
| ------- | --------------- | ----------------------------------------- | ----- | ----- |
| 10. Mai | Ulrico Aostalli | italienischer Baumeister, in Böhmen tätig |       |       |

## Juni
| Tag      | Name               | Beruf, bekannt als                                       | Alter | Beleg |
| -------- | ------------------ | -------------------------------------------------------- | ----- | ----- |
| 2. Juni  | Dietrich Sonoy     | niederländischer Kriegsherr                              |       |       |
| 6. Juni  | Katharina Bernburg | Opfer der Hexenprozesse in Wernigerode                   |       |       |
| 8. Juni  | Barbara von Hessen | Gräfin von Württemberg-Mömpelgard und Gräfin von Waldeck | 61    |       |
| 9. Juni  | José de Anchieta   | kanarischer Missionar und Sprachforscher                 | 63    |       |
| 11. Juni | Johann Spangenberg | Kaufmann und Ratsherr der Hansestadt Lübeck              |       |       |
| 18. Juni | Markus Fugger      | deutscher Kaufmann und Bankier                           | 68    |       |
| 20. Juni | Willem Barents     | niederländischer Seefahrer und Entdecker                 |       |       |
| 24. Juni | Johannes Posthius  | deutscher Arzt und Dichter                               | 59    |       |
| Juni     | Aron Tiranul       | Herrscher des Fürstentums Moldau                         |       |       |

## Juli
| Tag      | Name                         | Beruf, bekannt als                                       | Alter | Beleg |
| -------- | ---------------------------- | -------------------------------------------------------- | ----- | ----- |
| 3. Juli  | John Norreys                 | englischer Herresführer und Lord Präsident von Munster   |       |       |
| 8. Juli  | Luís Fróis                   | portugiesischer Missionar der Gesellschaft Jesu          |       |       |
| 16. Juli | Wolff Eberhard von Ehrenberg | kurmainzischer Oberamtmann in Miltenberg                 |       |       |
| 18. Juli | Giovanni Piero Manenti       | italienischer Organist und Komponist der Spätrenaissance |       |       |
| 19. Juli | Gunilla Bielke               | schwedische Königin (1585–1592)                          | 29    |       |
| 23. Juli | Gabriele Paleotti            | Kardinal der katholischen Kirche                         | 74    |       |

## August
| Tag        | Name                    | Beruf, bekannt als                                            | Alter | Beleg |
| ---------- | ----------------------- | ------------------------------------------------------------- | ----- | ----- |
| 7. August  | Theodosius Fabricius    | deutscher Theologe (lutherisch)                               | 36    |       |
| 7. August  | Beat Ludwig von Mülinen | Schultheiss von Bern                                          | 75    |       |
| 7. August  | Ludwig Pfau I.          | Schweizer Ofenbauer                                           |       |       |
| 16. August | Yi Bok-nam              | koreanischer Militärführer und Politiker und Admiral, Dichter | 42    |       |
| 27. August | Won Gyun                | koreanischer General und Admiral                              |       |       |
| 30. August | Melchior Neukirch       | deutscher Prediger und Autor                                  |       |       |

## September
| Tag           | Name                                | Beruf, bekannt als                                   | Alter | Beleg |
| ------------- | ----------------------------------- | ---------------------------------------------------- | ----- | ----- |
| 3. September  | Jakobe von Baden-Baden              | Markgräfin von Baden, Herzogin von Jülich-Kleve-Berg | 39    |       |
| 8. September  | Helena Magenbuch                    | deutsche Botanikerin und Apothekerin                 | 74    |       |
| 8. September  | David Wolleber                      | württembergischer Chronist                           |       |       |
| 16. September | Hans Irmisch                        | kursächsischer Landbaumeister                        |       |       |
| 20. September | Gregoria Maximiliane von Österreich | Erzherzogin von Österreich                           | 16    |       |
| 28. September | Hendrick van den Broeck             | flämischer Maler und Kupferstecher                   |       |       |
| 30. September | Johann von Pernstein                | mährischer Adliger; Direktor der Artillerie          | 36    |       |

## Oktober
| Tag          | Name                       | Beruf, bekannt als                                   | Alter | Beleg |
| ------------ | -------------------------- | ---------------------------------------------------- | ----- | ----- |
| 4. Oktober   | Sarsa Dengel               | Negus Negest (Kaiser) von Äthiopien                  |       |       |
| 19. Oktober  | Ashikaga Yoshiaki          | japanischer Shōgun                                   | 59    |       |
| 19. November | Wilhelm                    | Adeliger                                             | 27    |       |
| 23. Oktober  | Cyriacus Schneegaß         | evangelischer Pfarrer und Kirchenlieddichter         | 51    |       |
| 27. Oktober  | Alfonso II. d’Este         | Herzog von Ferrara, Modena und Reggio                | 63    |       |
| 28. Oktober  | Aldus Manutius der Jüngere | jüngster Sohn der Buchdruckerfamilie Manutius        | 50    |       |
| Oktober      | Jacob Lucius der Ältere    | deutscher Zeichner, Buchdrucker und Zeitungsverleger |       |       |

## November
| Tag          | Name                           | Beruf, bekannt als                                          | Alter | Beleg |
| ------------ | ------------------------------ | ----------------------------------------------------------- | ----- | ----- |
| 6. November  | Katharina Michaela von Spanien | Prinzessin von Spanien und Herzogin von Savoyen             | 30    |       |
| 12. November | Georg II. zu Castell           | deutscher Landesherr                                        | 69    |       |
| 24. November | György Enyedi                  | Theologe und Leiter der Unitarischen Kirche in Siebenbürgen |       |       |

## Dezember
| Tag          | Name                            | Beruf, bekannt als                                             | Alter | Beleg |
| ------------ | ------------------------------- | -------------------------------------------------------------- | ----- | ----- |
| 1. Dezember  | Jakob Miller                    | deutscher Reformtheologe, Domprediger und Bistumsadministrator |       |       |
| 17. Dezember | Friedrich                       | Pfalzgraf und Herzog von Pfalz-Parkstein                       | 40    |       |
| 18. Dezember | Barbara Blomberg                | Geliebte Kaiser Karl V.; Mutter von Don Juan de Austria        |       |       |
| 20. Dezember | Wolfgang von Ysenburg-Ronneburg | deutscher Graf                                                 | 64    |       |
| 21. Dezember | Petrus Canisius                 | niederländischer Jesuit, Kirchenlehrer und Heiliger            | 76    |       |
| 22. Dezember | Michael Matzer                  | Bürgermeister, Baumeister und Bäcker                           |       |       |

## Datum unbekannt
| Tag | Name                       | Beruf, bekannt als                                                                                 | Alter | Beleg |
| --- | -------------------------- | -------------------------------------------------------------------------------------------------- | ----- | ----- |
|     | Heinrich von Büchel        | deutscher Jurist, Diplomat, kurtrierischer und kurkölnischer Rat                                   |       |       |
|     | Jakob Crusius              | deutscher lutherischer Theologe                                                                    |       |       |
|     | Giovanni Leonardo da Cutri | italienischer Schachmeister                                                                        |       |       |
|     | François d’Espinay         | französischer Heerführer                                                                           |       |       |
|     | Clas Eriksson Fleming      | schwedischer Adliger und Admiral                                                                   |       |       |
|     | Niklaus von Flüe           | Schweizer Politiker                                                                                |       |       |
|     | Prospero Fontana           | italienischer Maler                                                                                |       |       |
|     | Christian Haller           | Wirt und Oberhauptmann beim Niederösterreichischen Bauernaufstand 1596/1597                        |       |       |
|     | Fernando de Herrera        | spanischer Dichter                                                                                 |       |       |
|     | Juan de Herrera            | spanischer Architekt                                                                               |       |       |
|     | Edward Kelley              | englischer Alchemist                                                                               |       |       |
|     | Johann Leon                | lutherischer Pfarrer und Kirchenliedautor                                                          |       |       |
|     | Georg von Meysenbug        | hessischer Adliger                                                                                 |       |       |
|     | Seyfried von Promnitz      | schlesischer Adeliger der den Kaisern Maximilian II. und Rudolf II. in verschiedenen Ämtern diente |       |       |
|     | Filippo Terzi              | italienischer Architekt und Baumeister in Diensten der portugiesischen Könige                      |       |       |
|     | Jakub Wujek                | Autor der ersten katholischen Bibelübersetzung ins Polnische                                       |       |       |